# Bryan García
Bryan Jahir García Realpe (n. Rioverde, Ecuador; 18 de enero de 2001) es un futbolista ecuatoriano. Juega de centrocampista y su equipo actual es Independiente del Valle de la Serie A de Ecuador.

## Trayectoria

### Inicios
Realizó las categorías inferiores en el club Ciudadelas del Norte.

### Independiente del Valle
En 2018 paso las formativas de Independiente del Valle, en el cual fue campeón de Copa Libertadores Sub-20 de 2020, tras vencer en la final 2-1 al River Plate de Argentina.
En 2020 fue ascendido al plantel principal, logrando debutar en primera división. Mientras que su debut con el equipo principal en torneos internacionales, fue el 21 de octubre ante Barcelona de Guayaquil, cuando entró al minuto 46 en reemplazo de Beder Caicedo, en un partido válido por la fecha 6 de la fase de grupos de la Copa Libertadores, en la victoria de su equipo 2-0.
Regresó al club de Sangolquí tras su paso por Brasil en julio de 2023.

### Athletico Paranaense
En 2022 fue fichado por Athletico Paranaense de la Serie A de Brasil al adquirir sus derechos federativos hasta 2026. El 12 de mayo de 2023, el club anunció la desvinculación de García debido a una denuncia por una presunta participación en apuestas deportivas.

## Estadísticas

### Clubes
Actualizado al último partido jugado el 2 de marzo de 2025.
| Equipo                            | Temporada     | Liga          | Liga  | Liga  | Copas nacionales | Copas nacionales | Copas internacionales | Copas internacionales | Otras        | Otras        | Total | Total |
| Equipo                            | Temporada     | Div.          | Part. | Goles | Part.            | Goles            | Part.                 | Goles                 | Part.        | Goles        | Part. | Goles |
| --------------------------------- | ------------- | ------------- | ----- | ----- | ---------------- | ---------------- | --------------------- | --------------------- | ------------ | ------------ | ----- | ----- |
| Ciudadelas del Norte · Ecuador    | 2016          | 3.ª           | 4     | 0     | Inexistentes     | Inexistentes     | Inexistentes          | Inexistentes          | Inexistentes | Inexistentes | 4     | 0     |
| Ciudadelas del Norte · Ecuador    | 2017          | 3.ª           | 10    | 2     | Inexistentes     | Inexistentes     | Inexistentes          | Inexistentes          | Inexistentes | Inexistentes | 10    | 2     |
| Ciudadelas del Norte · Ecuador    | Total club    | Total club    | 14    | 2     | 0                | 0                | 0                     | 0                     | 0            | 0            | 14    | 2     |
| Independiente del Valle · Ecuador | 2018          | 1.ª           | 0     | 0     | Inexistentes     | Inexistentes     | 0                     | 0                     | Inexistentes | Inexistentes | 0     | 0     |
| Independiente del Valle · Ecuador | 2019          | 1.ª           | 0     | 0     | 1                | 0                | 0                     | 0                     | Inexistentes | Inexistentes | 1     | 0     |
| Independiente del Valle · Ecuador | 2020          | 1.ª           | 14    | 0     | 0                | 0                | 3                     | 0                     | Inexistentes | Inexistentes | 17    | 0     |
| Independiente Juniors · Ecuador   | 2020          | 2.ª           | 4     | 1     | 0                | 0                | Inexistentes          | Inexistentes          | Inexistentes | Inexistentes | 4     | 1     |
| Independiente Juniors · Ecuador   | Total club    | Total club    | 4     | 1     | 0                | 0                | 0                     | 0                     | 0            | 0            | 4     | 1     |
| Independiente del Valle · Ecuador | 2021          | 1.ª           | 25    | 2     | 1                | 1                | 10                    | 0                     | Inexistentes | Inexistentes | 36    | 3     |
| Athletico Paranaense · Brasil     | 2022          | 1.ª           | 7     | 0     | 0                | 0                | 3                     | 0                     | 0            | 0            | 10    | 0     |
| Athletico Paranaense · Brasil     | 2023          | 1.ª           | 1     | 0     | 0                | 0                | 0                     | 0                     | 3            | 0            | 4     | 0     |
| Athletico Paranaense · Brasil     | Total club    | Total club    | 8     | 0     | 0                | 0                | 3                     | 0                     | 3            | 0            | 14    | 0     |
| Independiente del Valle · Ecuador | 2023          | 1.ª           | 7     | 0     | 0                | 0                | 0                     | 0                     | Inexistentes | Inexistentes | 7     | 0     |
| Independiente del Valle · Ecuador | 2024          | 1.ª           | 12    | 0     | 6                | 0                | 0                     | 0                     | Inexistentes | Inexistentes | 18    | 0     |
| Independiente del Valle · Ecuador | 2025          | 1.ª           | 2     | 0     | 0                | 0                | 0                     | 0                     | Inexistentes | Inexistentes | 2     | 0     |
| Independiente del Valle · Ecuador | Total club    | Total club    | 60    | 2     | 8                | 1                | 13                    | 0                     | 0            | 0            | 81    | 3     |
| Total carrera                     | Total carrera | Total carrera | 86    | 5     | 8                | 1                | 16                    | 0                     | 3            | 0            | 113   | 6     |
| 1. 2. 3.                          |               |               |       |       |                  |                  |                       |                       |              |              |       |       |

### Participaciones internacionales
| Copa                             | Club                    | Resultado        |
| -------------------------------- | ----------------------- | ---------------- |
| Copa Libertadores Sub-20 de 2020 | Independiente del Valle | Campeón          |
| Copa Libertadores 2020           | Independiente del Valle | Octavos de final |

## Palmarés

### Campeonatos regionales
| Título                | Club                 | Año  |
| --------------------- | -------------------- | ---- |
| Campeonato Paranaense | Athletico Paranaense | 2023 |

### Campeonatos nacionales
| Título             | Club                    | Año  |
| ------------------ | ----------------------- | ---- |
| Serie A de Ecuador | Independiente del Valle | 2021 |

### Campeonatos internacionales
| Título                   | Club                    | Año  |
| ------------------------ | ----------------------- | ---- |
| Copa Libertadores Sub-20 | Independiente del Valle | 2020 |